# حديقة غونونغ سيريماي الوطنية

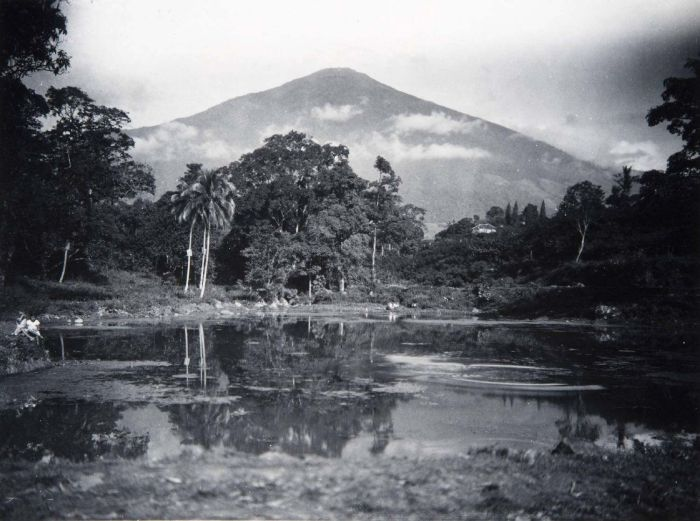
حديقة جونونج سيريماي الوطنية.

حديقة غونونغ سيريماي الوطنية (بالإندونيسية: Taman Nasional Gunung Ciremai)‏ تقع الحديقة على بعد 50 كم إلى الجنوب من مدينة شيريبون في جاوة الغربية بإندونيسيا. الحديقة تمتد إلى مقاطعاتي كونينجان وماجالينغكا جنوب مدينة شيريبون. الحديقة الوطنية تحيط بجبل سيريماي، وهو بركان نشط يفع في أعلى قمة في جاوة الغربية. في عام 2007 زار الحديقة 15,126 زائر ومتنزه.